# Louis Angermann
Louis Angermann (* 6. April 1861 in Halle (Saale); † 23. März 1892 ebenda) war ein deutscher Architekt und Vertreter der Hannoverschen Architekturschule.

## Leben
Zunächst absolvierte Angermann eine Maurerlehre und besuchte die Provinzial-Gewerbeschule Halle, bevor er von 1880 bis 1885 an der Technischen Hochschule Hannover als Schüler von Conrad Wilhelm Hase studierte. Darauf studierte er von 1885 bis 1888 an der Höheren Gewerbeschule Kassel bei Werner Narten und war zugleich Mitarbeiter im Kasseler Architekturbüro von Narten. Schließlich folgte von 1888 bis 1889 eine zweite Studienphase an der Technischen Hochschule Hannover bei Hase, bevor er 1889 nach Kassel zurückkehrte, um nach dem Tod von Werner Narten dessen Projekte zu beenden und bis 1892 eine umfangreiche eigene Bautätigkeit, besonders in Nordhessen, zu entfalten. Neben Kirchenneubauten im neugotischen Stil führte er Restaurierungen mittelalterlicher Sakralbauten durch. Einige seiner Projekte wurden nach seinem Tod vom Konsistorialbaumeister Gustav Schönermark fortgeführt.

## Werkverzeichnis

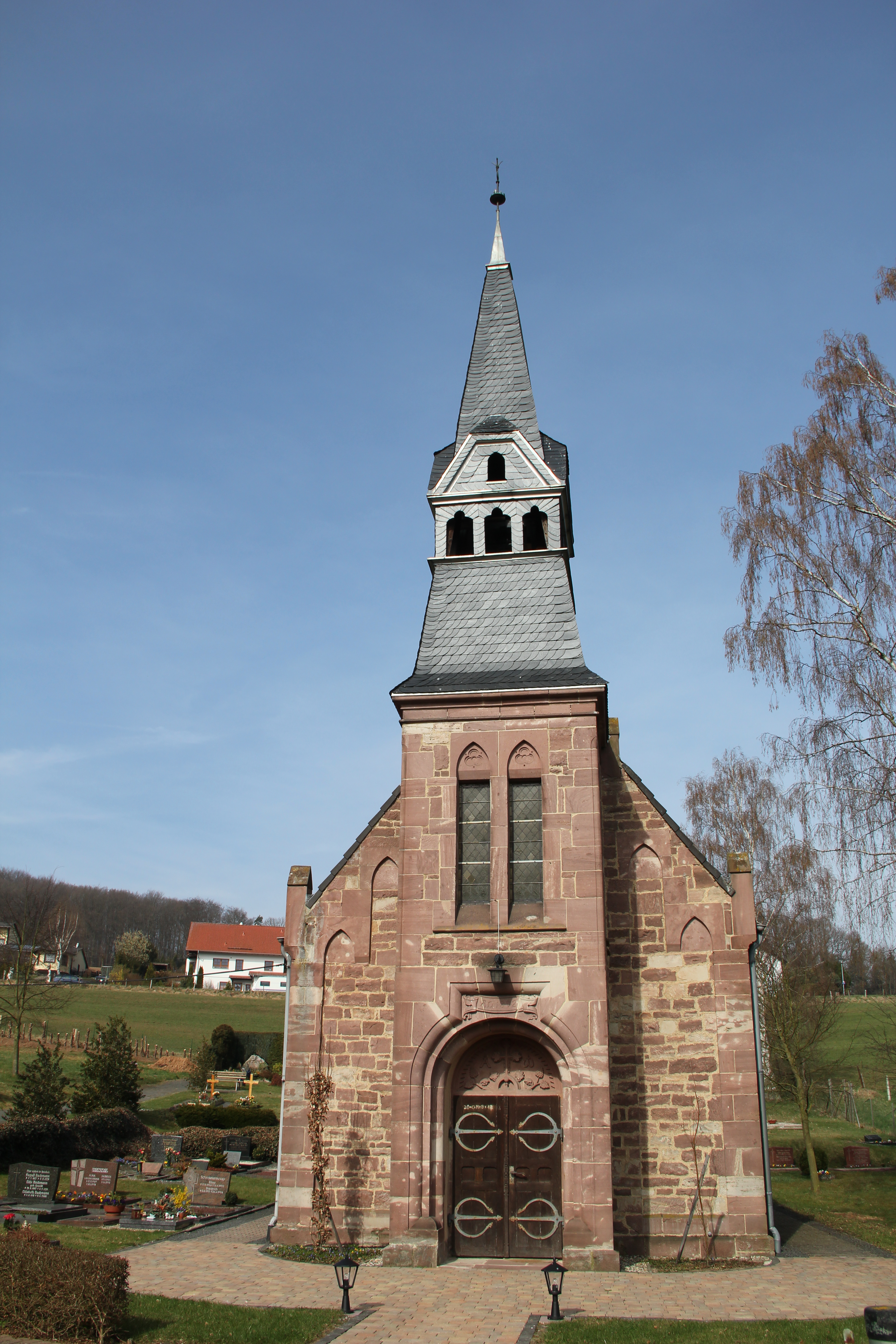
Evangelische Kirche Rothhelmshausen

### Projekte von Werner Narten, vollendet von Louis Angermann
- 1886–1889 Wehlheiden, Evangelische Adventskirche (Neubau)
- 1888–1889 Gertenbach, Evangelische Kirche (Neubau)
- Gottsbüren, Wallfahrtskirche (Restaurierung)
- Haueda, Evangelische Kirche (Neubau)
- Hessisch Lichtenau, Evangelische Kirche (Wiederaufbau)
- Kassel,  Brüderkirche (Umbau)
- Ostheim, Evangelische Kirche (Neubau)
- Trendelburg, Evangelische Kirche (Umbau)

### Eigene Projekte
- um 1880 Halle an der Saale, Wohn- und Geschäftshaus Blesser
- um 1880 Halle an der Saale, Wohn- und Geschäftshaus Beschnidt
- 1890 Kassel, Römisch-katholische Kirche Wettbewerb
- 1890 Kassel, Projekt für die Aufstockung des Turmes der anglikanischen St. Alban’s Church
- 1890–1892 Bebra, Evangelische Auferstehungskirche (Restaurierung und Erweiterung)
- 1891 Kassel, Projekt für die Apostolische Kirche in Kassel
- 1891 Kassel Germaniastraße/Wilhelmshöher Allee: Wohngebäude mit Restaurant
- 1891–1892 Witzenhausen, Evangelische Stadtkirche (Restaurierung)
- 1892 Kirchditmold, Evangelische Kirche (Renovierung der Empore)
- 1890–1892 Uttershausen, Evangelische Kirche (Restaurierung)

### Projekte von Louis Angermann, vollendet von Gustav Schönermark
- 1896–1897 Schönstadt, Evangelische Kirche  (Neubau)
- 1890–1892: Rotenburg an der Fulda, Evangelische Stiftskirche St. Elisabeth und Marien (Umbau)
- 1892–1893 Rothhelmshausen, Evangelische Kirche (Neubau)
- 1892 Jesberg, Evangelisches Pfarrhaus
- 1892–1893 Kloster Wahlshausen, Klosterkirche (Restaurierung)